# Dobrak
Dobrak är en ort i Bosnien och Hercegovina.   Den ligger i entiteten Republika Srpska, i den östra delen av landet, 90 km öster om huvudstaden Sarajevo. Dobrak ligger 234 meter över havet och antalet invånare är 187.
Terrängen runt Dobrak är huvudsakligen kuperad, men västerut är den bergig. Dobrak ligger nere i en dal. Runt Dobrak är det ganska tätbefolkat, med 104 invånare per kvadratkilometer.. Närmaste större samhälle är Abdulići, 12,8 km norr om Dobrak. 
I omgivningarna runt Dobrak växer i huvudsak lövfällande lövskog.